# Kolincz
Kolincz – wieś kociewska w Polsce położona w województwie pomorskim, w powiecie starogardzkim, w gminie Starogard Gdański nad Wierzycą.
W latach 1975–1998 miejscowość administracyjnie należała do województwa gdańskiego.
W Kolinczu znajduje się cmentarz żydowski.